# Phasenzentrum
Der Begriff Phasenzentrum bezeichnet den elektronischen Referenzpunkt einer Antenne. Vom Empfangsort aus betrachtet, scheint die elektromagnetische Antennenstrahlung von diesem Punkt auszugehen.

## Beispiel
Das Phasenzentrum einer Antenne spielt bei Messverfahren durch Laufzeitbestimmung eine große Rolle.
Ein globales Navigationssatellitensystem misst den Ort mit einer Genauigkeit von einigen Metern. Der Fehler ist deutlich größer als die Wellenlänge und Antennenabmessung, die genaue Lage des Phasenzentrums ist irrelevant. Hingegen kann die Position bei DGPS mit wenigen Millimetern Genauigkeit bestimmt werden, relativ zum Phasenzentrum. Die Lage des Phasenzentrums in der Antenne hängt sowohl von der Wellenlänge, als auch vom Einfallswinkel ab. Die aktuelle Position des Phasenzentrums wird relativ zu einem Antennenreferenzpunkt (ARP) an der Antenne angegeben.